# Exbibyte
Exbibyte (EiB) är en informationsenhet som motsvarar 1 152 921 504 606 846 976 (260 = 10246) byte. Namnet kommer av det binära prefixet exbi (Ei) och byte (B). Enheten ingår inte i SI, men däremot i IEC.
Exbibyte är relaterat med enheten exabyte, som antingen definieras som en exbibyte eller en triljon byte. Exbibyte kan användas istället för exabyte när man vill specificera 260 byte, för att undvika tvetydighet bland de olika värdena av exabyte.